# Krzysztof Kaliński
Krzysztof Jan Kaliński (ur. 14 stycznia 1956 w Gdańsku) – polski inżynier mechanik, profesor na Wydziale Inżynierii Mechanicznej i Okrętownictwa (do 2020 r. Wydział Mechaniczny) Politechniki Gdańskiej, kierownik Katedry Mechaniki i Mechatroniki (2017-2020), prodziekan ds. nauki Wydziału Mechanicznego Politechniki Gdańskiej (2016-2020).

## Życiorys

### Politechnika Gdańska
W 1980 ukończył z wyróżnieniem studia na Wydziale Mechanicznym Technologicznym Politechniki Gdańskiej, specjalność Obrabiarki i Urządzenia Technologiczne. Od 1981 zawodowo związany z Politechniką Gdańską. W 1988 na Wydziale Budowy Maszyn obronił z wyróżnieniem pracę doktorską pt. Metoda elementów skończonych w obliczeniach drgań układów mechanicznych ze sprzężeniem zwrotnym”. Od tego roku zatrudniony na stanowisku adiunkta w Katedrze Mechaniki i Wytrzymałości Materiałów (2010-2020 - Katedra Mechaniki i Mechatroniki, od 2021 - Instytut Mechaniki i Konstrukcji Maszyn). W 2002 uzyskał na Wydziale Mechanicznym stopień doktora habilitowanego na podstawie wyróżnionej rozprawy habilitacyjnej pt. „Nadzorowanie drgań układów mechanicznych modelowanych dyskretnie”. Od 2005 zatrudniony na stanowisku profesora nadzwyczajnego. W 2013 otrzymał tytuł profesora nauk technicznych. Od 2015 jest zatrudniony na stanowisku profesora zwyczajnego, a od 2019 na stanowisku profesora. W latach 2005–2008 pełnił funkcję prodziekana ds. rozwoju dydaktyki Wydziału Mechanicznego Politechniki Gdańskiej. Nadzorował uruchomienie na Wydziale Mechanicznym Politechniki Gdańskiej nowych kierunków studiów: Mechatronika I stopień (2006) i II stopień (2009-2010) oraz Zarządzanie i Inżynieria Produkcji I stopień (2006). W latach 2016-2020 był prodziekanem ds. nauki Wydziału Mechanicznego Politechniki Gdańskiej.

### Międzynarodowa działalność naukowo-dydaktyczna
W latach 1989–1990 prowadził wykłady w Basrah University (Irak). Odbył wielomiesięczne wizyty naukowe, m.in. w Norhwestern University Evanston IL (USA), Ecole Nationale d’Ingénieurs de Metz (ENIM) (Francja) i London University Queen Mary & Westfield College (UK).

### Organizacje i towarzystwa naukowe
Członek Sekcji Dynamiki Układów Komitetu Mechaniki PAN (od 2004) i Polskiego Komitetu Teorii Maszyn i Mechanizmów Komitetu Budowy Maszyn PAN (od 2007). Członek Polskiego Towarzystwa Mechaniki Teoretycznej i Stosowanej (od 2010) oraz zastępca Członka Zarządu Gdańskiego Oddziału PTMTiS (2013–2014). Ekspert Sekcji Mechatroniki Komitetu Budowy Maszyn PAN (od 2011) i Sekcji Teorii Maszyn i Mechanizmów Komitetu Budowy Maszyn PAN (od 2016). Członek Zespołu interdyscyplinarnego MNiSW do spraw projektów zgłoszonych w ramach programu Regionalna Inicjatywa Doskonałości (2018-2024).

## Dorobek naukowy

### Zainteresowania i opracowania
Zainteresowania naukowe prof. Kalińskiego dotyczą zaawansowanych zagadnień mechaniki teoretycznej i stosowanej w liniowych i nieliniowych układach ciągłych i dyskretnych, metody elementów skończonych w zastosowaniach inżynierii mechanicznej, teoretycznej eksperymentalnej i eksploatacyjnej analizy modalnej, technik modelowania i projektowania mechatronicznego, aktywnych i semiaktywnych metod redukcji drgań złożonych układów mechanicznych, dynamiki obrabiarek i procesów obróbkowych, nadzorowania procesów skrawania konwencjonalnego i szybkościowego przedmiotów mało- i wielkogabarytowych, dynamiki i sterowania kołowych robotów mobilnych i manipulatorów, dynamiki maszyn roboczych i środków transportu. Bazują one w głównej mierze na autorskiej i sukcesywnie rozwijanej metodzie sterowania optymalnego przy energetycznym wskaźniku jakości. W 2003 utworzył on zespół nadzorowania procesów dynamicznych, przemianowany w 2010 na Zespół Mechatroniki. Opracował blisko 270 publikacji (w tym 3 monografie, 87 rozdziałów w monografiach, 23 artykuły z listy JCR o łącznym IF=57,339, 66 artykułów o zasięgu międzynarodowym, 13 redakcji wydań naukowych), 231 prac niepublikowanych oraz 7 patentów i zgłoszeń patentowych.

### Rozwój kadry naukowej
Promotor 6 doktorów, z których 1 jest doktorem habilitowanym. Recenzent 12 prac doktorskich, 15 postępowań habilitacyjnych, 7 monografii habilitacyjnych, 7 wniosków o tytuł naukowy profesora i 2 wnioski w sprawie zatrudnienia na stanowisku profesora. Członek 19 komisji habilitacyjnych i kilkudziesięciu komisji doktorskich.
Był promotorem postępowania w sprawie nadania prof. dr. hab. inż. czł. koresp. PAN Janowi Awrejcewiczowi z Politechniki Łódzkiej tytułu i godności doktora honoris causa Politechniki Gdańskiej (2019).

### Projekty badawcze i rozwojowe
Kierownik 11 projektów badawczych i rozwojowych finansowanych ze środków KBN, MNiSW, NCN, NCBiR, 6 Programu Ramowego UE oraz funduszy strukturalnych.

### Recenzje, działalność ekspercka
Recenzent w prestiżowych czasopismach naukowych z listy JCR, m.in. Mechanical Systems and Signal Processing, Acta Mechanica Sinica, Sensors, Mechatronics, Archives of Civil and Mechanical Engineering, Journal of Low Frequency Noise Vibration and Active Control, Maintenance and Reliability. Niezależny ekspert w ocenie projektów w 5 i 6 Programie Ramowym UE (2003-2005), MNiI, MEiN, MNiSW (2003–2024), Fundacji na rzecz Nauki Polskiej (2011), NCBiR (2011–2016), PARP (2012–2013). Członek Korpusu Ekspertów NCN (od 2012). Recenzent w postępowaniu odwoławczym w CKds.SiT (2019).

### Konferencje międzynarodowe
Organizator konferencji międzynarodowych na Politechnice Gdańskiej: 80th Annual Gesellschaft für Angewandte Mathematik und Mechanik (GAMM) Meeting (2009) i International Conference Mechatronics Ideas for Industrial Applications (2015). Współorganizator The 15th International Federation for the Promotion of Mechanism and Machine Science (IFToMM) w Krakowie (2019).

## Najważniejsze osiągnięcia
- Nadzorowanie drgań narzędzia podczas frezowania szybkościowego za pomocą ciągłej zmiany prędkości obrotowej wrzeciona (2005–2011)[15].
- Nadzorowanie procesu frezowania przedmiotów podatnych z wykorzystaniem mapy optymalnych prędkości obrotowych wrzeciona (2008–2015)[7][16].
- Projektowanie mechatroniczne systemu nadzorowania ruchu kołowych platform mobilnych z wykorzystaniem sterowania optymalnego przy energetycznym wskaźniku jakości (2008–2016)[7][13][17][18].
- Projektowanie mechatroniczne w zastosowaniu do nadzorowania procesu frezowania przedmiotów podatnych z wykorzystaniem aktywnego sterowania optymalnego (2010–2014)[19][20].
- Nadzorowanie procesów frezowania i wytaczania przedmiotów wielkogabarytowych z wykorzystaniem wirtualnego prototypowania wspomaganego eksperymentem (2016–2025)[4].

## Wyróżnienia
Medal Pamiątkowy Politechniki Gdańskiej (1980), Srebrny Krzyż Zasługi (2003) i Medal Komisji Edukacji Narodowej (2006). Od 2008 Honorowy Ambasador Kongresów Polskich.

## Życie prywatne
Żonaty, ma dwoje dzieci i dwoje wnucząt